# Class 74
De Class 74 was een elektro-diesellocomotief die gebruikt werd in de Southern Region van British Railways die ontstond door de ombouw van overtallige Class 71 locomotieven eind jaren '60. Een elektro-diesellocomotief kan zowel rijden op elektriciteit die via een bovenleiding of derde rail wordt aangevoerd als met de ingebouwde dieselmotor. Alle locomotieven werden tussen juni 1976 en december 1977 uitgerangeerd en tussen 1977 en 1981 allemaal gesloopt.

## Geschiedenis
In 1958 bouwde British Rail in Doncaster 24 locomotieven van de reeks 71 (tot 1968 reeks HA) waarvan er in 1964 tien wegens overtalligheid werden opgeslagen. De Southern Region was zeer onder de indruk van haar "little-ED" JA & JB/class 73 locomotieven en was op zoek naar een sterkere versie met dezelfde flexibiliteit. In 1965 werden gesprekken met English Electric (de bouwer van de JB/Class 73) gestart over de mogelijkheden. Oorspronkelijk werd gedacht aan een locomotief met een midden cabine naar het voorbeeld van de Class 17, gebouwd door de Clayton Equipment Company, maar gegevens hierover zijn schaars. Het voorstel werd niet gevolgd, mogelijk door de traditionele zuinigheid van SR en de beschikbaarheid van de tien opgeslagen Class 71, en de werkplaats van Crewe werd uitgekozen voor de ombouw. De tien overtallige HA locomotieven werden in groepjes overgebracht naar Crewe waar ze werden omgebouwd tot de reeks HB/Class 74 elektro-diesels.
De locomotieven werden van Janney koppelingen voorzien van hoge stuur- en remleidingen om gekoppeld te kunnen worden met het elektro-pneumatische remsysteem voor trek-duw formaties, vooral de TC stammen. Eveneens werden tweetonige hoorns op de cabine aangebracht als vervanging van de oorspronkelijk hoorns van de Class 71.
Ze waren speciaal bedoeld om de boottreinen naar de stations Southampton Terminus en Weymouth Quay te trekken, omdat beide routes ongeëlektrificeerde baanvakken kenden en deels over de openbare weg liepen als Weymouth Harbour Tramway. Het wisselen van locomotief in Eastleigh respectievelijk Bournemouth, samen met de dubbele krachtbron betekende een versnelling van de dienst en vermindering van de complexiteit. Oorspronkelijk was het de bedoeling om de nummers E7001-E7010 toe te kennen, maar eenmaal gebouwd werd het E6101-E6110. Later kregen ze bij de invoering van de computernummering de nummers 74001-74010.

## Aandrijving
Net als de eerste SR-gelijkstroomlocomotief, de Class 70, maakt de  Class 74 gebruik van een generator met vliegwiel, een z.g. booster, om het verschijnsel gapping te ondervangen. De Booster 836/2D was ontworpen door English Electric voor de Class 71 en werd gehandhaafd bij de ombouw, hoewel wegens het gewicht de vliegwielconstructie, de hulpgenerator en de motorventilatoren werden verwijderd, met als gevolg dat de tractiemotoren een lager vermogen kregen. De compacte booster maakte het mogelijk om een kleine dieselmotor met generator in de bovenbouw te plaatsen (In de Class 71 en 74 werd slechts één booster gebruikt in plaats van één per draaistel zoals in de Class 70). Zodoende konden deze locomotieven gevoed worden door een derde de rail met 650 V = in het oosten en midden, een derde rail met 750 V = in het westen of door de meegevoerde Paxman 6YJXL 'Ventura' dieselmotor met een verlaagd vermogen van 650 pk. Hiermee bleef de motor ruim binnen de belastingsgrenzen van de motor waarmee de onderhoudsintervallen werden vergroot. De keuze van de motor (ondanks de problemen bij de inzet in de class 74) was een goede zet. Het type motor is 57 keer geleverd voor de Class 14 en 20 keer aan de Schotse werkplaats van British Rail voor de renovatie van de Class 21 die als Class 29 in dienst zullen komen. Zodoende is bewezen techniek en de beschikbaarheid van reserveonderdelen verzekerd. De stroomafnemer voor de bovenleiding op de class 71 werd niet overgenomen.

## Elektronische tractiecontrole
Het verkrijgen van regelbare gelijkstroom met behulp van gelijkrichters vereist een wisselspanningsbron. Derhalve werd de bestaande generator omgebouwd tot een drie-fase generator met automatische spanningsregeling. Deze combinatie verbetert de stroomregeling ten opzichte van de conventionele regelweerstanden en maakt een goed afgestemde regeling bij het optrekken mogelijk. Normaal gesproken moet de machinist het geleverde vermogen ruim onder de limiet houden om op tijd te kunnen reageren op doorslaande wielen. Het continu stroomsysteem van de Class 74 is zo ontworpen dat de machinist het geleverde vermogen tot vlak bij de limiet kan verhogen, waarbij de booster zo wordt bijgestuurd dat nooit de maximumstroom in een groep tractiemotoren wordt overschreden. Zodoende kan zelfs bij één slippende motor de spanning op de hele groep niet stijgen omdat de stroom per motor, ook de niet slippende, is begrensd. als een motor gaat slippen daalt het stroomgebruik (elektromotoren gebruiken de meeste stroom in belaste en de minste in onbelaste toestand) en kan er meer stroom lopen door de andere motoren. (De stroom is begrensd voor de groep en moet dus gedeeld worden door de motoren binnen de groep) De spanning over de slippende motor zal dalen waardoor de motor afremt tot de grip is hersteld, daarna keert de oorspronkelijke situatie weer terug. Samenvattend zijn de motoren een gebalanceerde groep, waarbij als er één gaat slippen de anderen balancerend werken en de snelheid van de slippende motor, bijna magisch, verlagen en de torsie vlak onder het verlies van grip houden. Het uit de slip raken, vooropgesteld dat de machinist oplet en niet moedwillig een slip veroorzaakt, gaat zeer snel. Het is dit systeem dat de snelle acceleratie mogelijk maakte waar de class 74 om bekendstond.
De snelheidsregeling is traploos regelbaar, maar in de class 74 werden standaard stappenregelaars toegepast zodat ze met haar kleinere zusters, Class 73/1, of met de elektro-pneumatische geregelde (blue star) Type 2, 3 or 4 diesellocomotieven in treinschakeling kon rijden. Twee stappen met constante spanning werden ten behoeve van rangeerwerk met lage snelheden toegevoegd. De drie overige stappen, serie, parallel en zwakveld (2, 3 & 4), kwamen overeen met dezelfde stappen in de treinstellen. 
De bedieningsapparatuur was opgebouwd rond het idee van de 'Line Replaceable Unit' (LRU), waarbij de apparatuur was gemonteerd in laden die in twee kasten waren ondergebracht. Kast 1 bevatte de zekeringen. relais, omkeerschakelaars en dergelijke. Kast 2 bevatte ook standaardcomponenten maar tevens de complexe stuurelektronica. Iedere lade had een testaansluiting en kon, als de locomotief spanningsloos was, makkelijk uit de kast gehaald worden. Er werd testapparatuur gemaakt waarmee via de testaansluiting een concrete lade getest kon worden. In geval van afwijking van de verwachte testwaarden werd de hele lade vervangen en kon de locomotief weer verder, althans in theorie. Het gebruik van de testapparatuur maakte de inzet van elektronicaspecialisten (in tegenstelling tot de elektro-technici wat ze ongetwijfeld allemaal waren) overbodig, maar regelmatig kwamen storingen alleen aan het licht door een combinatie van meerdere laden. Dit zorgde voor verwarring en regelmatig stonden de locomotieven lange tijd aan de kant als gevolg van noodzakelijke uitgebreide onderzoeken. Defecte laden werden opgestuurd voor reparatie. Deze vroege poging was helder en fundamenteel juist, de moderne locomotieven gebruiken dit concept nog vrijwel ongewijzigd. Helaas stonden vermogensregeling en computerelektronica in 1968 nog in hun kinderschoenen. Als de middelen van tien jaar later beschikbaar zouden zijn geweest was de class 74 wellicht een succes geworden.

## Complicaties bij de ombouw
De bovenbouw van de HA/Class 71 was nooit bedoeld als dragende constructie, maar vooral ontworpen, zoals bij stoomlocomotieven in de jaren '50 gebruikelijk, om alles op het onderstel droog te houden. In augustus 1966, nadat de locomotieven gestript waren en de E5016 onderzocht was, waren de ingenieurs gedwongen om het ontwerp te herzien omdat een aantal gewenste apparaten niet zouden passen. Het is zelfs overwogen om de bovenbouw te splitsen en met een tussenstuk te verlengen. Het extra gewicht, zelfs na het verwijderen van een vliegwiel en andere zware onderdelen, betekende dat de bovenbouw herbouwd en versterkt moest worden door de toepassing van een vakwerkconstructie met uitstekende spanten om de ronde huid te steunen. In het dak werden lichtdoorlatende panelen aangebracht waarmee daglicht in de machinekamer kwam, met een zeer goed resultaat.
Men zou verwachten dat het plaatsen van een dieselmotor in een elektrische locomotief met een vliegwielgenerator (booster) eenvoudig neerkomt op het koppelen van de krukas aan de schacht van de generator met behulp van een tandwielkast, maar zo eenvoudig is het niet. Tijdens het gebruik van de dieselmotor wordt de spanning van de EE843/1C (615 V) naar de spanningstoevoer van de booster geleid. Het is echter niet zo dat deze spanning een rechtstreekse vervanging van de normale stroomtoevoer is. De gelijkspanning uit de derde rail wordt immers eerst in wisselspanning omgezet en dan pas aan de booster geleverd. De hele opstelling van Motor+Generator+Booster bleek te lang voor de bestaande indeling. Aanpassing waren noodzakelijk, koeling, watertanks en geluidsdempers werden in het dak boven de apparatuur aangebracht, en de productie lag weer op schema.

## Operationeel
De Paxman-motor van de Class 74 was nauwelijks sterker dan de English Electric motor van de Class 73 maar lang niet zo betrouwbaar. De Paxman was ook zeer luidruchtig doordat de geluidsdemper vlak bij de cabine was geplaatst en moeilijk te starten, waarmee de nieuwe omschakeling tijdens het rijden onmogelijk was en daarmee ook de flexibiliteit buiten de derde rail. De onbetrouwbaarheid van de reeks leidde regelmatig tot ongeplande omschakeling van elektrische op diesel aandrijving tijdens de rit. Vaste klanten van de door de Class 74 getrokken reizigerstreinen raakten hier zelfs aan gewend. Tot de bouw van vier extra 4-REP stammen in 1973/74, werd de class 74 overdag ingezet voor reizigerstreinen waaronder de trein van 15:30 van Waterloo naar Weymouth (tot Bournemouth). Daarna waren de enige diensten buiten het goederenvervoer de nachtpost- en krantentreinen van en naar Bournemouth en de boottreinen in Weymouth.
In de praktijk kwam de class 74 maar af en toe in Weymouth omdat er regelmatig storingen met de dieselmotor waren en een gestrande trein, boze passagiers en een geblokkeerde lijn zijn hoogst ongewenst. De class 74 werd dan ook meestal in Bournemouth verwisseld door een geduchte Class 33 voor het laatste deel van de reis. Dit was vrijwel het directe gevolg van de dieselproblemen en negeerde daarmee het bestaansrecht van de class 74. Eenvoudig gezegd; ze werden niet vertrouwd en daardoor werden de verwachte voordelen van een, ten opzichte van de class 73, sterkere elektrodiesel niet waargemaakt. De diensten naar de Southampton Ocean terminal werden op niet geëlektrificeerde regelmatig verzorgd door de Class 74, maar deze vereisten dan ook slechts een paar mijl dieseltractie in plaats van de meer dan 60 naar Weymouth. Na de sluiting van Southampton Terminus Station bediende het niet geëlektrificeerde baanvak alleen nog de Ocean Terminal zodat een storing hier geen invloed had op de rest van het treinverkeer, hetgeen ten westen van Bournemouth anders lag. De sterke stijging uit Weymouth zou de 650 pk dieselmotor ook tot de grens van haar capaciteit gebracht hebben omdat de 'Channel Islands Boat Train' meestal uit 11 rijtuigen bestond.
De class 73 beschikte over een eenvoudiger bedieningssysteem voor de aansturing van de twee krachtbronnen, vooral door twee aparte regelaars voor de dieselmotor en de elektrische bediening. De class 74 had slechts één regelaar voor beide systemen, hetgeen storingsgevoelig bleek en de reeks had dan ook tot de laatste rit te kampen met elektrische storingen. Alles bij elkaar maakte de drie klachten, onbetrouwbaar, startproblemen en lawaai de reeks niet geliefd bij machinisten en monteurs.
Mits in goede staat voldeden ze prima en konden op de derde rail het volledige vermogen van 2552 pk maximaal benutten (de oorspronkelijke aandrijving van de class 71 van 2700 pk was licht beperkt om de tijd tussen twee onderhoudsbeurten te verlengen), vele ritten haalden snelheden boven de 160 km/u hoewel een maximum van 144 km/u was aangegeven, dit kon niet worden benaderd door dieseltractie. De elektronische energieregeling betekende gelijke prestaties bij zowel elektrische als dieselaandrijving. Bij gebruik van de dieselmotor was de grens echter wel bereikt als de 96 km/u of 112 km/u werd gehaald met normale belading en zware belading (zelfs acht a negen volle melktankwagons op de hellingen van de West Londen lijn) zou ze belasten. Snelheden zouden teruglopen en de hele speling in de dienstregeling moest worden gebruikt.
Ze waren regelmatig te zien in Londen en omgeving, vaak op de lijnen van de London Midland Region en de Western Region  of Western Region tracks. In de eerste helft van de jaren '70 waren melktreinen op Southern Region een hoofdtaak van de reeks, voor ritten naar het opstelterrein van Acton waar dieseltractie noodzakelijk was vanaf Clapham Junction via Kensington Olympia naar de hoofdlijn van de Western Region (Class 52 en af en toe ook Class 47 werden ingezet voor het langste stuk ten westen van Acton naar en uit Cornwall en Devon). Dit gebeurde normaal gesproken met twee treinen per dag en twee locomotieven van de reeks. Deze melktreinen waren bijzonder omdat ze vaak remwagons Diesel Brake Tenders (DBT - zware wagons met verzwaarde draaistellen en vacuüm remmen) meevoerden om te helpen met remmen. Ze waren evenmin immuun voor storingen en depot Old Oak Common van de Western Region was dan ook meer dan eens de opvang voor een defecte locomotief van het opstelterrein van Acton.
Hoewel de treinschakeling het mogelijk maakte om met één bemanning gekoppeld te rijden met een andere class74, de class 73, de elektro-pneumatische treinstellen en de blue star diesellocomotieven, werd dit in de praktijk zelden toegepast. Als er al een class 74 samen met een ander werd gezien was dit als 'dead in-train' bijvoorbeeld opgehaald na een stranding. Uitzondering hierop vormden de ritten van het thuisdepot in Eastleigh en de standplaatsen overdag te Clapham Junction of depot Stewarts Lane, op weg naar een dienst met de nachtelijke post- en krantentreinen vanuit Station London Waterloo. Deze werden meestal per paar zonder rijtuigen en soms ook met ledigmaterieel gereden. Met de motoren van beide locomotieven, 5000 pk, was een vlotte rit verzekerd.
De reeks had gedurende de hele diensttijd het depot van Eastleigh als standplaats. De 74003 was de laatste die de werkplaats van Eastleigh bezocht voor reparatie. Net als de class 73 werd de class 74 tot 1972 voor groot onderhoud opgezonden naar de werkplaats van Crewe terwijl Eastleigh het reguliere onderhoud van beide reeksen verzorgde.

## Het einde
In 1976 werd de 74006 (voorheen E6106) als eerste uitgerangeerd na onherstelbare schade bij een brand.
Hoewel destijds de problemen met de elektronische aansturing konden worden opgelost (door ontwikkelingen in de elektronica) en British Rail liet zien dat ze bereid was om renovaties door te voeren bij andere reeksen om de betrouwbaarheid te verbeteren (namelijk de Class 82, 83 & 84) waren de diensten waar de reeks voor bedoeld was vrijwel opgedroogd. Boottreinen reden nog nauwelijks en werden vervangen door treinstellen. Goederen- en pakketdiensten krompen sterk en de class 74 stond pijnlijk vaak aan de kant, net als voorganger class 71, alleen als gevolg van schommelingen in de spoorsector. In juli 1977 werd de 74002 na een botsing uitgerangeerd en een maand later kreeg de 74009 een storing waarop de toestemming voor reparatie uitbleef. Op de laatste dag van 1977 werden de zeven overgebleven locomotieven samen met alle 14 class 71 opgeslagen. Vervolgens stonden ze bijna een jaar weg te kwijnen in het depot van Eastleigh totdat ze, op de 74010 na, werden geplukt en vervolgens naar diverse slopers werden afgevoerd. De 74004 & 74009 stonden in Long Marston tot augustus 1978 tot ze werden verwerkt tot schroot. De 74005 was de laatste overlevende en werd uiteindelijk gesloopt in januari 1981 te Fratton bij Portsmouth niet ver van de standplaats.

## Diensttreinen
Terwijl de andere van de reeks onder de slopershamer kwamen werd de 74010 in Eastleigh weer in rijvaardige staat gebracht. In 1978 werd ze naar het depot van Derby gesleept voor onderzoek naar de mogelijkheden voor gebruik door het Railway Technical Centre en stond een tijdje op het terrein. Hoewel geheel dienstvaardig dankzij onderdelen van inmiddels gesloopte exemplaren werd de locomotief uiteindelijk ongeschikt bevonden en naar Doncaster gesleept waar ze in 1979 werd gesloopt.
| Reeks HB | Voormalige Reeks HA | Computernummer | Toestand                       |
| -------- | ------------------- | -------------- | ------------------------------ |
| E6101    | E5015               | 74001          | Gesloopt                       |
| E6102    | E5016               | 74002          | Gesloopt                       |
| E6103    | E5006               | 74003          | Gesloopt                       |
| E6104    | E5024               | 74004          | Gesloopt                       |
| E6105    | E5019               | 74005          | Gesloopt                       |
| E6106    | E5023               | 74006          | Gesloopt                       |
| E6107    | E5003               | 74007          | Gesloopt                       |
| E6108    | E5005               | 74008          | Gesloopt                       |
| E6109    | E5017               | 74009          | Gesloopt                       |
| E6110    | E5021               | 74010          | Dienstvoertuig daarna gesloopt |